# Dirk Van Dijck
Dirk Van Dijck (Wilrijk, 8 januari 1952) is een Vlaamse acteur. Hij bracht zijn jeugd door in Boom, waar hij middelbaar onderwijs (Latijns-Griekse humaniora) volgde aan het OLV-college. In 1969-1974 studeerde hij met succes 5 jaar rechten aan de Ufsia-Antwerpen (kandidaturen) en de VUB-Brussel (licenties). Nadien volgde hij een opleiding aan de Studio Herman Teirlinck te Antwerpen.

## Acteur
Van Dijck vertolkte heel wat rollen in tv-series en films. In andere televisieprogramma's had hij een gastrol. Bekend werd Van Dijck onder meer door zijn rol als Michel Drets in de Eén-serie Het eiland, De Ridder en in de hitserie Eigen kweek. In 2012 speelde hij een van de hoofdrollen in het populaire Quiz Me Quick, een serie van Bart De Pauw. In 2008 speelde hij de gangster Bob Sels in Matroesjka's 2. In 2017 kreeg hij een hoofdrol in de VTM-reeks 13 Geboden, waar hij mocht presteren naast onder meer Marie Vinck .
Daarnaast vertolkte Dirk van Dijck gastrollen in Zone Stad, Rupel, Flikken, Aspe, De zeven deugden, Het Pleintje en Witse.
Dirk van Dijck was ook een van de leden van het theatergezelschap De Vereniging van Enthousiasten voor het Reële en het Universele, samen met Johan Dehollander en Ryszard Turbiasz. Zij maakten met hun eigenzinnige voorstellingen (zoals Een man alleen is in slecht gezelschap) furore tijdens de jaren 90 in het eerder avantgardistische segment van het Vlaamse theater. In 1994, op het hoogtepunt van hun succes, gingen De Enthousiasten hun eigen weg. Pas in 2006 pikten ze weer de draad op en maakten een drietal producties.

## Engagement in Zuid-Amerika
Hij leefde enkele jaren bij indianen in het Amazonegebied in Brazilië en spreekt vlot Portugees.

## Theatrografie
- Marche funèbre pour chat (1989)
- Een man alleen is in slecht gezelschap (1990)
- De mensenslinger (1990)
- We liegen (1991)
- Karamazov goes crazy (1992)
- Mazurka (1993)
- Faust? Moet kunnen! (1993)
- We save no lives (2007)
- L’origine du monde for dummies (2008)
- Ça brule (2009)
- Van Plato tot Nato (2010)
- De moet om te doden (2016)

## Filmografie
- Hard labeur (1985) - So
- Het Pleintje (1986) - Jan
- Meester, hij begint weer! (1990) - Onderwijsinspecteur
- Dilemma (1990) - Advocaat Lloyd
- Marie Antoinette is niet dood (1996) - Dokter
- Elixir d'Anvers (1996) - Machinist
- De zeven deugden (1999)
- No Trains No Plains (1999) - Gerard
- Meisje (2002) - Muriel's vader
- Science Fiction (2002) - Vero's vader
- Het eiland (2004-2005) - Michel Drets
- Rupel (2004) - Hans Goeminne
- Flikken (2004) - Koenraad Depoorter
- Aspe (2004) - Raf Geens
- Buitenspel (2005) - Commissaris Willems
- De parelvissers (2006) - Burgemeester
- Tanghi Argentini (kortfim) (2006) - Kantoorklerk André
- Ben X (2007) - Politieman
- Small Gods (2007) - Advocaat
- Matroesjka's 2 (2008) - Bob Sels
- Flikken (2008) - Griffier
- Witse (2008) - Dokter Corthals
- Zone Stad (2008) - Pierre Verschelde
- Christmas in Paris (2008) - Frank Bos
- De Smaak van De Keyser (2009) - Thieu Verdin (ouder)
- SM-rechter (2009) - Fred Wolters
- Code 37 (2009) - Norbert
- Aspe (2010) - Graaf Leon de Forceville
- Witse (2010) - Rik Cuppens
- Rang 1 (2011-2012) - Rudy
- Red Sonja (2011-2012) - Phil
- De Ronde (2011) - Luk
- De zonen van Van As (2012, 2014, 2018, 2020) - Victor Brepols
- Quiz Me Quick (2012) - Roger Sterckx
- Deadline 14/10 (2012) - Lex Segers
- Vermist IV (2012) - Cyriel Wijnants
- Eigen kweek (2013, 2016, 2019) - Jos Welvaert
- De Ridder (2013-2016) - Boudewijn Van Der Zeypen
- Crème de la Crème (2013) - Pierre Van Coppenolle
- Met man en macht (2013) - Pastoor
- Wolven (2013) - Patrick Rinckhout
- Salamander (2013) - Premier
- ROX (2013) - Hendrik Van Den Branden
- Zuidflank (2013) - Yves Degrauwe
- Ontspoord (2013) - Walter
- In Vlaamse Velden (2014) - Van Cleemputte
- Deadline 25/5 (2014) - Lex Segers
- Loslopend wild (2015-2016, 2018, 2021-2022) - Verschillende rollen
- Café Derby (2015) - Jan Van Den Abeele
- Bevergem (2015) - Burgemeester van Ruddervelde
- Professor T. (2015) - Johan Verhulst
- Wat Als? (2016)
- Gent-West (2017) - Peter Groothuysen
- Kafka (2017) - Cois
- Helden Boven Alles (2017) - Ludo
- 13 Geboden (2018) - Peter Devriendt
- Gevoel voor tumor (2018) - Dirk Devriendt
- The Best of Dorien B. (2019) - Jos
- Onder Vuur (2021-2023) - Henri Maenhout
- De Kraak (2021) - Armand Peeters
- Glad IJs (2021) - Van Gestel
- F*** You Very, Very Much (2023) - Nonkel Jan Verschaeren
- De twaalf (2023) - Ivo Muylle
- Juliet (2024) - Roland Vantorre
- 20 jaar Het eiland (2024) - Michel Drets
- De Kotmadam (2024) - Rudy
- Young Hearts (2024) - Fred